# Rendezvous mit 31/439
Rendezvous mit 31/439 (Originaltitel: Rendezvous with Rama) ist ein Science-Fiction-Roman von Arthur C. Clarke, erschienen im Jahre 1973. Er erhielt den Nebula und 1974 den Hugo Award.

## Handlung
Die Geschichte spielt im 22. Jahrhundert, als ein außerirdisches Raumschiff in der Form eines mehr als 50 Kilometer langen Zylinders das Sonnensystem durchquert. Eine Gruppe von Astronauten wird entsandt, um das Raumschiff näher zu untersuchen. Clarke beschreibt, wie das Raumschiff mit zunehmender Annäherung an die Sonne „auftaut“ und nacheinander diverse biomechanische Lebensformen aktiv werden, die von der menschlichen Crew beobachtet und erforscht werden. Weit innerhalb der Merkurbahn aktiviert sich das Artefakt vollends und beschleunigt mit einem unbekannten Antrieb. Offenbar hat es das Sonnensystem nur zum „Schwung holen“ benutzt.
Die Geschichte wird aus der Sicht der Menschen erzählt, dadurch bleiben das Ziel und die Erschaffer des Raumschiffs geheimnisvoll.
Im englischen Originaltitel bezieht sich das „Rama“ auf den Namen des Raumschiffs. Da man es zuerst für einen Asteroiden hielt, wurde es nach der hinduistischen Gottheit Rama benannt.
Das Buch war ursprünglich als Einzelwerk gedacht, aber der Schlusssatz schien rückblickend fast wie ein Hinweis auf zwei Fortsetzungen (englischer Text):
And on far-off Earth, Dr Carlisle Perera had as yet told no one how he had woken from a restless sleep with the message from his subconscious still echoing in his brain: The Ramans do everything in threes.
Deutsch:
In seinem Schlummer auf der weit entfernten Erde, aus dem er plötzlich durch eine Botschaft aus seinem Unbewußten aufgeschreckt wurde, und es war ein ruheloser Schlummer gewesen, hatte Dr. Perera eine Botschaft erhalten, die noch immer sein Gehirn erfüllte und die er bisher noch keinem anderen Menschen mitgeteilt hatte: Die Ramaner machen alles zu dritt.
Für die nicht vorgesehenen Fortsetzungen tat Clarke sich mit Gentry Lee zusammen.

## Weitere Bücher der Serie
- 1989 Rendezvous mit Übermorgen (Original: Rama II)
- 1991 Die nächste Begegnung (Original: The Garden of Rama)
- 1993 Nodus (Original: Rama Revealed)

## Aufbau und Geografie von 31/439

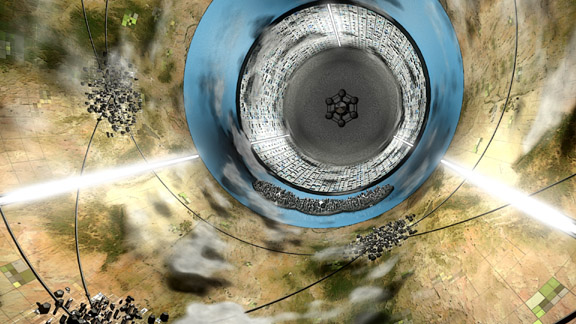
Rama von Innen; zusammengestellt aus den Angaben in „Rama“ und „Rama II“ von James A. Ciomperlik

31/439 ist vom Entwurf her an eine Oberth'sche Wohnwalze (Oberth 1954) angelehnt: Der Lebensraum ist die Innenseite eines rotierenden Hohlzylinders. Durch die Rotation wird eine künstliche Schwerkraft von ungefähr 0,6 g erzeugt. Außerdem ist 31/439 mit einem Antriebssystem zur interstellaren Fortbewegung ausgerüstet und unterscheidet sich daher vom Konzept der O’Neill-Kolonie (O’Neill 1974).
Auf der inneren Oberfläche und ungefähr in der Mitte des Zylinders befindet sich ein See, der Cylindrical Sea. In der Mitte dieses Sees ist eine mysteriöse Insel angesiedelt, die von den Astronauten der hohen Türme wegen „New York“ benannt wird. Der See teilt 31/439 in eine nördliche und eine südliche Hemisphäre. An den beiden Enden des Zylinders befinden sich der Nordpol sowie der Südpol, dies sind die kreisförmigen Abschlüsse des Zylinders. Am Nordpol sind die Luftschleusen eingebaut, zu denen lange Treppen und Leitern führen, während am Südpol die Antriebssysteme in Form kilometerlanger Dorne installiert sind.
Auf der restlichen „Landfläche“ befinden sich weitere Ansammlungen von Gebäuden, welche wie Städte erscheinen. Diese werden von den Astronauten eher willkürlich mit den Namen London, Paris, Moskau, Bombay, Beijing und Tokyo belegt.

## Einfluss auf die Wissenschaft und die Geschichte
Das Projekt für die Entdeckung von 31/439 in den ersten beiden Kapiteln des Buchs, Projekt Spaceguard, ist ein Programm, das erdnahe Asteroiden aufspürt, die sich auf einem Kollisionskurs mit der Erde befinden. Dieses Projekt wurde nach einer fiktiven Katastrophe ins Leben gerufen, bei der ein Asteroid auf Italien und die Adria stürzte und dabei Mailand und Venedig zerstörte. Ein paar Jahre später wurde tatsächlich ein Projekt Spaceguard aus der Taufe gehoben. Der Kongress der Vereinigten Staaten autorisierte die NASA und stellte die Mittel zur Verfügung für Projekt Spaceguard, nachdem das Interesse an Katastrophen durch Asteroid-Einschläge mit einigen Filmen aus Hollywood etwas geweckt wurde.

## Verfilmung
Eine Verfilmung der Romanvorlage, durch David Fincher als Regisseur mit Morgan Freeman in der Hauptrolle, wurde im Oktober 2008 bis auf weiteres auf Eis gelegt. Als Gründe wurden der schlechte Gesundheitszustand Morgan Freemans und das Fehlen eines Skripts genannt. Im Dezember 2021 wurde bekannt, dass sich der Regisseur Denis Villeneuve des Stoffes annehmen soll.

## Computerspiele
Das illustrierte Textadventure Rendezvous with Rama (Telarium, 1984) basiert auf dem Roman. Clarke schrieb für das Spiel einen Schluss, der vom Ende des Buches abweicht.
Im Oktober 1996 erschien Rendezvous im Weltraum (Originaltitel Rama), ein von Dynamix entwickeltes Computerspiel, in dem Gentry Lee und Arthur C. Clarke mitwirken. Das Point-and-click-Adventure im Stil von Myst basiert auf dem Roman Rama 2. Die Multimedia-Produktion mit vorgerenderten Hintergrund-Grafiken, Videosequenzen und digitalem Sound umfasste drei CD-ROMS und enthielt ein Video-Interview mit den Autoren.

## Ausgaben
- 1973: Rendezvous With Rama. (Originalausgabe bei Gollancz)
- 1975: Rendezvous mit 31/439. Roman, deutsch von Roland Fleissner, Marion von Schröder Verlag, Düsseldorf (1977 Taschenbuchausgabe im Heyne Verlag, München)
- 2008: Rendezvous mit Rama. (Taschenbuchausgabe bei Bastei Lübbe)
- 2005: Rendezvous with Rama. Retold by Elizabeth Walker. (bearbeitete und gekürzte Ausgabe für den Gebrauch in der Schule)
- 2023: Rendezvous mit Rama. Deutsch von Roland Fleissner. Überarbeitete Neuausgabe. Heyne, München (Meisterwerke der Science-Fiction), ISBN 978-3-453-32290-5